# Лук'янівка (Баштанський район)
Лук'янівка (у минулому — Барвінцівка, Забеліна, Полковніччя, Ізобільна, до 17 лютого 2016 — Ле́ніне) — село в Україні, у Привільненській сільській громаді Баштанського району Миколаївської області. Населення становить 565 осіб.

## Історія
Станом на 1886 у селі Барвінцівка Привільнянської волості Херсонського повіту Херсонської губернії мешкало 516 осіб, налічувалось 100 дворових господарств, існували 3 лавки.
У 2016 році село Леніне перейменовано на Лук'янівка.

## Населення
Згідно з переписом УРСР 1989 року чисельність наявного населення села становила 608 осіб, з яких 288 чоловіків та 320 жінок.
За переписом населення України 2001 року в селі мешкало 559 осіб.

### Мова
Розподіл населення за рідною мовою за даними перепису 2001 року:
| Мова       | Відсоток |
| ---------- | -------- |
| українська | 93,45 %  |
| російська  | 4,25 %   |
| молдовська | 0,71 %   |
| вірменська | 0,35 %   |
| гагаузька  | 0,18 %   |
| інші       | 1,06 %   |

## Визначні земляки
У селі народився і жив Герой Радянського Союзу Г. Ю. Лебідь.